# Catedral de la Seu d'Urgell
A Catedral de la Seu d'Urgell, também chamada Catedral de Santa María de Urgell ou Catedral de Urgell, é um edifício católico dedicado a Santa Maria situado em La Seu d'Urgell (Alt Urgell), sé catedralicia da diocese católica latina de Urgell. É a única catedral integramente románica de Catalunha, considerada um exemplar único dentro do românico catalão pelas suas características italianizantes, altamente visíveis na ornamentação da fachada e na galería aberta da cabeceira.
| “                         | É um exemplo de monumento construído por estrangeiros que não foi influenciado em nada pela arquitectura da região: a ábside italiana construída por Raimundo Longobardo, com a sua galeria exterior de circulação, manteve-se como um exemplo único na Catalunha duma disposição muito comum na Italia e Alemanha. | ” |
| — Josep Puig i Cadafalch. | |   |

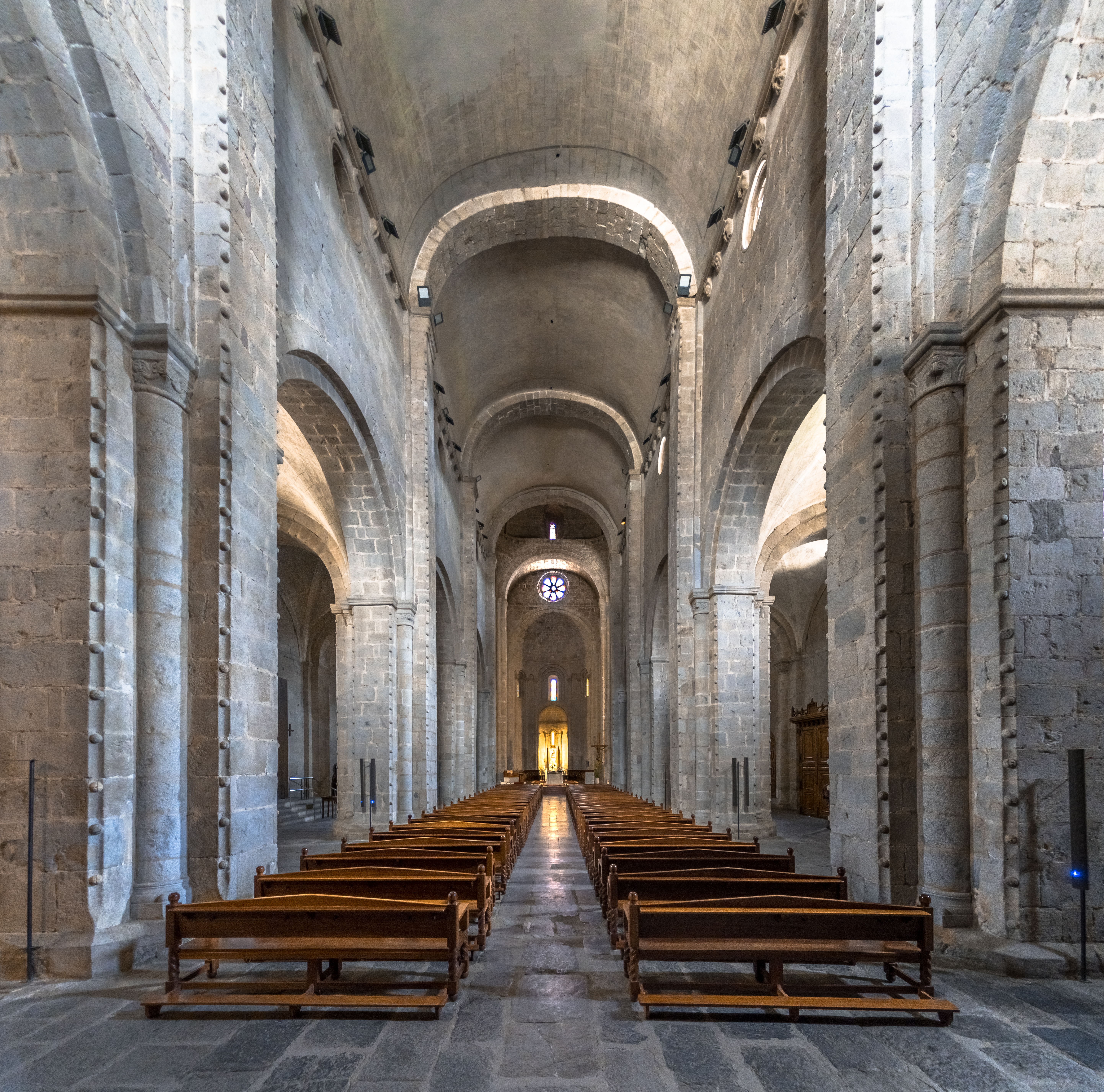
Interior do templo, nave principal

O templo data do século XII e é presidido pela Virgem de Urgell, patrona da cidade. Esta talha policromada do século XIII, situada dentro da abside do altar mor, é de estilo románico e foi restaurada em 1922. É costume ser chamada Mãe de Deus de Andorra, já que segundo a tradição esteve em Andorra durante a invasão muçulmana.
A cidade de La Seu d'Urgell tem precisamente este nome pelo facto de ser a sé episcopal do bispado de Urgell e pela catedral. Esta é a quarta catedral construída na diocese e a terceira erigida no mesmo lugar, ainda que a primeira das três fora erigida em Plana de la Seu, ao redor da qual nasceu um novo bairro chamado em latim vicus Sedes Urgelli, ou seja, bairro de La Seu d'Urgell, onde seu (sé) significa a cadeira ou trono de um bispo que exerce uma jurisdição, igreja catedralica e capital de uma diocese.

## História
A cristianização da cidade romana de Orgellia tem sido tradicionalmente atribuída a um discípulo de Tiago, o Maior. Embora não existam provas documentais de quando a bispado de Urgell foi fundada, ela ocorreu provavelmente durante o Concílio de Tarragona (516), quando a bispado de Urgell ainda não existia, e o II Concílio de Toledo (527), quando já existia uma. No século VIII, a cidade caiu sob a domínio islâmico, da qual foi libertada algumas décadas mais tarde pelos Francos. Entretanto, em 793, quando as tropas de Abd al-Malik ibn Abd al-Wáhid estavam a recuar após a Batalha de Orbieu, tanto a cidade como a antiga igreja episcopal, que então se encontrava no cimo da colina, foram arrasadas e destruídas. Este acontecimento, seguido do heresia adocionista do Bispo Fiz de Urgell (781-799), provocou a crise da cidade e a transferência da sede episcopal para outra zona da cidade. 
Na planície, no vicus Urgelli, foi construída uma nova igreja embora só na geração seguinte se tenha construído uma obra mais adequada para acomodar a dignidade de uma sede episcopal. De acordo com o documento do Acto de consagração e doação da catedral de La Seu d'Urgell, ainda conservado no arquivo episcopal, que data do ano 839, a catedral de Santa Maria del Vicus foi consagrada pelo Bispo Sisebut na presença de Sunifred I (? - 848), conde de Urgell e Cerdanya e pai de Wifredo, o Peludo.  A bispado de Urgell iniciou uma era de prosperidade graças às trocas de mercadorias com Borrell II (927 - 992), conde de Barcelona e Urgell. Este poder manifestou-se nas construções do bispo Ermengol (1010-1035): uma nova catedral no local da actual, a Igreja de São Pedro e Santo André, a Igreja de São Miguel e as pontes de pedra sobre os rios Segre e Valira (em El Pont de Bar Vell e Congost de Tresponts). Estas obras foram financiadas com ouro muçulmano da conquista de Baix Urgell. A cidade da planície cresceu e foi favorecida pela existência de um mercado semanal, mencionado em 1029, e de uma feira conhecida em 1048, mostrando assim a importância do centro tanto na região como nas rotas comerciais internacionais. Esta prosperidade económica deu origem à construção de uma quarta catedral, a actual, iniciada pelo bispo Odón de Urgell (1095-1122) embora tenha permanecido inacabada devido às lutas entre o bispado e o visconde de Castellbó e o Conde de Foix, que eram protectores do heresia albigense. Neste contexto, em 1195 La Seu d'Urgell sofreu um cerco e posterior saque, durante o qual a atual catedral desempenhou um papel importante, uma vez que atuou como uma verdadeira fortaleza e foi a grande defesa da cidade e do clero.  Embora não possua um bom recinto amuralhado, o arco de Santa María mostra que as portas devem ter sido bem fortificadas. 

### Catedrais

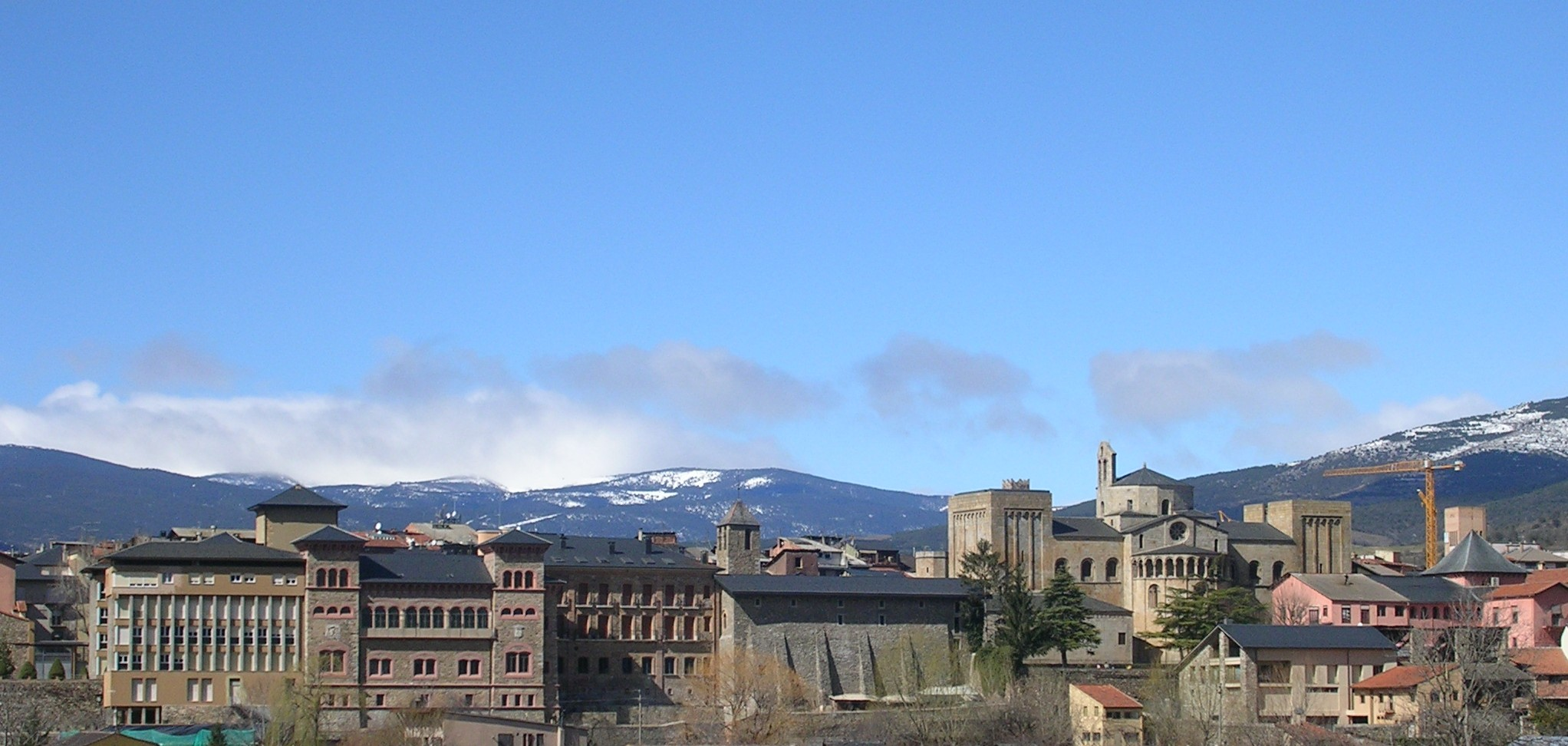
Vista parcial do núcleo episcopal, à esquerda o Palácio e à direita a catedral.

Na cidade houve até quatro catedrais:
- Catedral de San Justo, séc. V (in Castellciutat).
- Catedral do século IX, consagrada no ano 839. [8]
- Catedral de Santo Ermengol, século XI.[9]
- Catedral de Santo Odon (atual), séc. XII.[9]

#### Catedral do século IX
Ao contrário da catedral de São Justo, a segunda catedral consagrada no ano de 819, segundo o falso ato de consagração, datada do final do século X ou início do século XI,, foi construída na planície da população, no qui dicitur Vicus de Urgell. Ou seja, no local da actual catedral, substituindo assim a antiga catedral visigótica na colina "construída pelos fiéis e destruída pelos infiéis".  Esta, conhecida por Santa María del Vicus, era de carácter modesto devido à pobreza da época.  O seu tecto era provavelmente de madeira e possuía uma cabeceira com três absides, conforme consta no testamento do Conde Borrell do ano 994. A catedral, para além de um altar dedicado à Santa Maria, possuía outro sob a invocação de São João Batista. 

#### Catedral de Santo Ermengol
A 22 de outubro de 1040, foi consagrada uma catedral, obra de Santo Ermengol, bispo de Urgell entre 1010 e 1035.  Não se sabe se as obras desta catedral visavam expandir a catedral anterior do século IX ou reformá-la, e foram concluídas e consagradas pelo sucessor de Ermengol, Eribau.
Acredita-se que a construção, renovação ou ampliação desta catedral se deveu ao facto de a anterior ser demasiado pequena para acomodar os paroquianos, dado que a população estava a aumentar em todo o lado durante o século X. Para além do altar dedicado à Santa Maria, possuía mais cinco altares: de Santo Estevo, de Santo Sepulcro, de San Justo, de Santiago o Maior e de Santo Ermengol, este último dedicado ao bispo que pouco depois da sua morte em 1035 já era venerado como um santo. 

#### Catedral de Santo Odón
A atual catedral de Santa María de Urgell foi iniciada pelo bispo Odón, entre os anos 1116 e 1122, fruto da prosperidade da época. Após a morte do bispo Odón, em 1122, as obras progrediram lentamente e só com a chegada do bispo Arnau de Preixens (1167-1195) é que a construção recebeu o impulso decisivo. No ano 1175 foi celebrado um contrato com Raimundo Lombardo (Raimundus Lambardus), pelo qual se comprometeu, no prazo de 7 anos, a fechar as abóbadas, a erguer as torres sineiras uma fiada acima delas e a terminar a cúpula. 
| “ | Em nome de Jesus Cristo, eterno Salvador, eu Arnau, pela graça de Deus, bispo de Urgell... confio-vos Raimundo Lombardo, as obras de Santa Maria, com todas as suas propriedades, isto é, casas, terras, vinhas, rendas (...). E concede-nos também a pensão de uma vaca para o resto da tua vida, com a condição de que nos construas as abóbadas de toda a igreja, fielmente e sem dolo, ergas as torres das escadas ou campanários, uma fileira acima das abóbadas e faças a lanterna correcta e precisamente com tudo o que lhe corresponde. | ” |

Crê-se que Llambard poderia ser de origem italiana e de ali poderia provir a influencia da arte românica de estilo lombardo. Lombardo concluiu a sua tarefa no ano 1182, pois nesse ano já tinha sido erguida a torre sineira da fachada principal. 
A partir de então não se sabe como continuaram as obras, apenas que no final do século XII as obras foram interrompidas pela diminuição dos recursos económicos provocada pelas guerras e pelo saque de La Seu às mãos das tropas de Arnau I de Castellbò e Ramon Roger I de Foix (1195-96). Depois as obras não continuaram e algumas partes ficaram inacabadas até às restaurações que as cobriram com pedra, entre os anos 1955 e 1974.
Mais tarde, foram feitos acrescentos ornamentais na catedral, que foram posteriormente removidos, devolvendo-lhe o seu aspecto exterior original durante a renovação iniciada pelo bispo Joan Benlloch em 1918. A fachada norte da Praça dos Olmos foi recuperada e Josep Puig i Cadafalch removeu a ornamentação neoclássica do interior, feita em gesso durante o século XVIII. Sobre este revestimento de gesso, Puig i Cadafalch disse:
No ano de 1766, de triste memória, sentindo-se influenciados pela onda de renovação daqueles tempos migrantes, eles (os cónegos) decidiram rebocar e estucar todas as paredes internas, e o mestre Antón Ginot foi o encarregado de executar um projeto tão desorientado, que demonstrou maior habilidade em destruir a obra antiga, quebrando colunas e capitéis e esboçando cornijas, do que em compor os rebocos que lhe foram encomendados em um mau momento. — Puig i Cadafalch, Joan, Santa Maria de la Seu d'Urgell. Barcelona, 1918, pág. 87-91.